# Encarna Granados
Pour les articles homonymes, voir Granados.
Encarnación « Encarna » Granados Aguiler (née le 30 janvier 1972 à Gérone) est une athlète espagnole spécialiste de la marche athlétique.

## Carrière

### Palmarès
Excepté pour les Jeux olympiques de Sydney où la course était un 20 kilomètres marche, les courses sont des 10 kilomètres marche.
| Date | Compétition              | Lieu      | Résultat | Performance     |
| ---- | ------------------------ | --------- | -------- | --------------- |
| 1992 | Jeux olympiques d'été    | Barcelone | 14e      | 46 min 00 s     |
| 1993 | Championnats du monde    | Stuttgart | 3e       | 43 min 21 s     |
| 1994 | Championnats d'Europe    | Helsinki  | 15e      | 45 min 43 s     |
| 1995 | Coupe du monde de marche | Pékin     | 16e      | 44 min 28 s     |
| 1995 | Championnats du monde    | Göteborg  | 16e      | 44 min 19 s     |
| 1996 | Jeux olympiques d'été    | Göteborg  | —        | DNF             |
| 1998 | Championnats d'Europe    | Budapest  | —        | DNF             |
| 2000 | Jeux olympiques d'été    | Sydney    | 20e      | 1 h 35 min 06 s |

### Records
| Épreuve              | Performance     | Lieu       | Date             |
| -------------------- | --------------- | ---------- | ---------------- |
| 10 000 mètres marche | 43 min 30 s 22  | Barcelone  | 2 septembre 2000 |
| 10 kilomètres marche | 43 min 21 s     | Stuttgart  | 14 août 1993     |
| 20 kilomètres marche | 1 h 33 min 06 s | Leamington | 23 avril 2000    |